# 야바세역
야바세역(일본어: 八橋駅)은 일본 돗토리현 도하쿠군 고토우라정에 있는 서일본 여객철도 산인 본선의 역이다. 단선 승강장 1면 1선의 구조를 지낸 지상역이며, 보통 열차만이 정차한다.

## 역 주변
- 야마다 전기 테크랜드 도하쿠 점
- 야바세 성
- 야바세 해수욕장
- 국도 제9호선

## 역사
- 1928년 7월 4일 : 야바세하마 가정거장(일본어: 八橋浜仮停車場)으로 개업.
- 1938년 8월 20일 : 역으로 승격, 야바세역(2대째)로 개업.
- 1987년 4월 1일 : 민영화에 의해, 서일본 여객철도로 이관.

## 인접 정차역
| 서일본 여객철도 산인 본선 | 서일본 여객철도 산인 본선 | 서일본 여객철도 산인 본선 |
| ------------------------- | ------------------------- | ------------------------- |
| 우라야스 교토 방면        | ■ 산인 본선               | 아카사키 요나고 방면      |